# Майлифедль
Майлифедль (исл. Mælifell) — потухший вулкан Исландии. Ближайший город Киркьюбайярклёйстюр. Майлифедль обязан извержению, произошедшему под ледником Мирдальсйёкюдль, расположенном на юге Исландии. Конус состоит из туфа — смеси затвердевшего пепла и вулканических обломков. Он поднимается над долиной на высоту около 200 метров.